# سرعت‌سنج

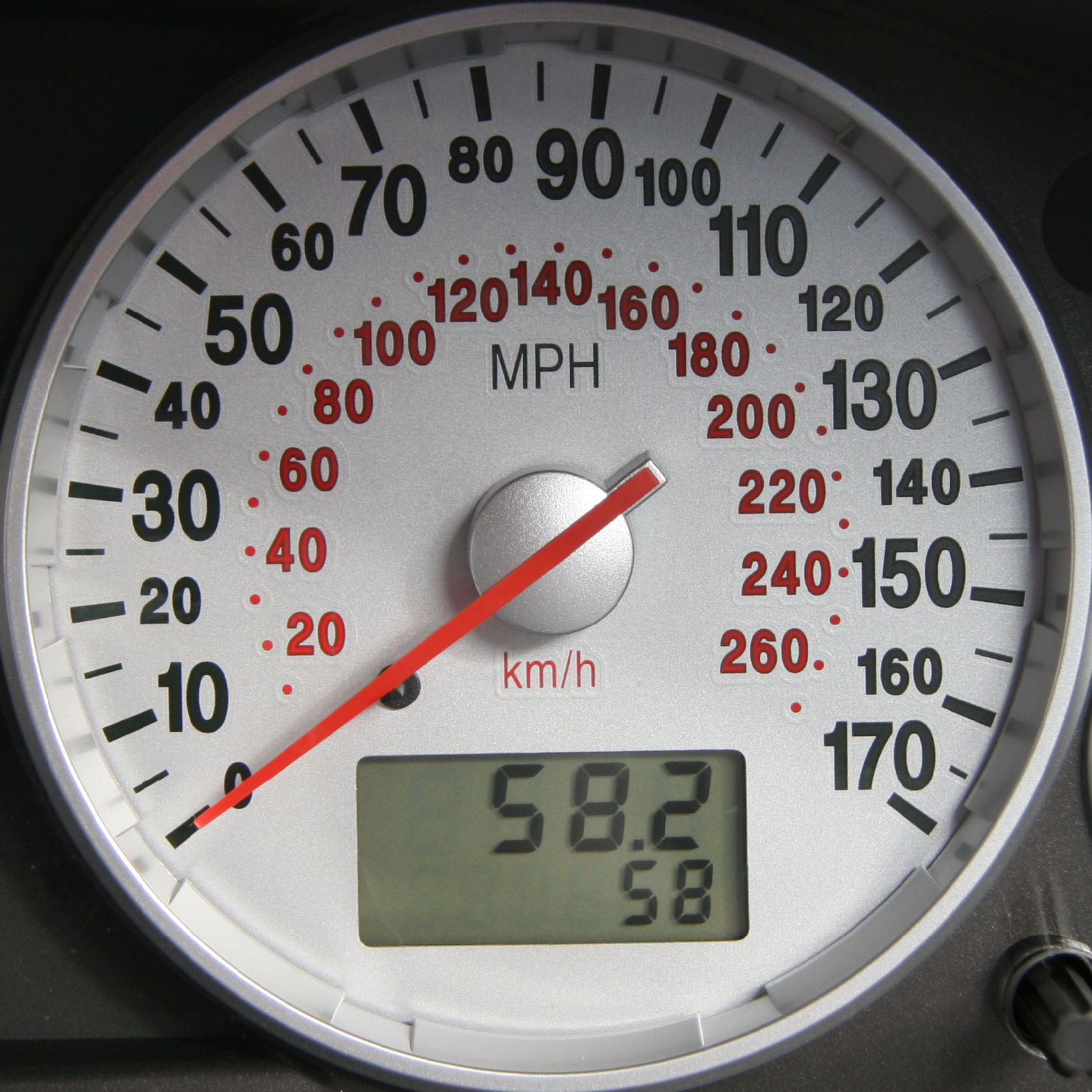
سرعت سنج یک خودرو

سرعت‌سنج یا سپیدومتر (به انگلیسی: Speedometer) یک وسیلهٔ اندازه‌گیری یا یک ابزار سنجش برای سنجش و نمایشِ سرعت لحظه‌ای یک وسیله نقلیه است. سرعت‌سنج‌ها امروزه در سراسر جهان به وسایل نقلیه موتوری متصل هستند. سرعت‌سنج‌ها در دههٔ ۱۹۰۰ میلادی به عنوان یک گزینهٔ اختیاری در دسترس قرار گرفتند و از دههٔ ۱۹۱۰ میلادی به بعد، به عنوان یک وسیله یا ابزار استاندارد عرضه شدند. سرعت‌سنج‌های وسایل نقلیهٔ موتوری دیگر نام‌های خاص خود را دارا هستند و نسبت به سرعت‌سنج خودرو از شیوه‌های دیگر اندازه‌گیری و حس کردن سرعت استفاده می‌کنند. سرعت‌سنج قایق، پیت لاگ، (به انگلیسی: Pit log)، (در ویکی‌پدیای انگلیسی: Pit log) و سرعت‌سنج در هواپیما، نمایشگر سرعت هوا نامیده می‌شود. نام چارلز ببیج به عنوان مخترع یکی از انواع اولیهٔ سرعت‌سنج ثبت شده که سرعت‌سنج‌های این نوع معمولاً به لوکوموتیوها متصل می‌شدند. سرعت‌سنج برقی یا الکتریک را مخترع کرواسیایی، جوزپ بلوسیچ، (به کرواسیایی: Josip Belušić) در سال ۱۸۸۸ اختراع کرد که در اصل، در آن رمان ولوسیمتر (velocimeter) نامیده می‌شد. استانداردها، مقررات، توافقات و قوانین خاصی در نقاط مختلف جهان برای سرعت‌سنج‌ها تدوین شده‌است که باید در وسایل نقلیه رعایت شوند.